# Saure Nieren

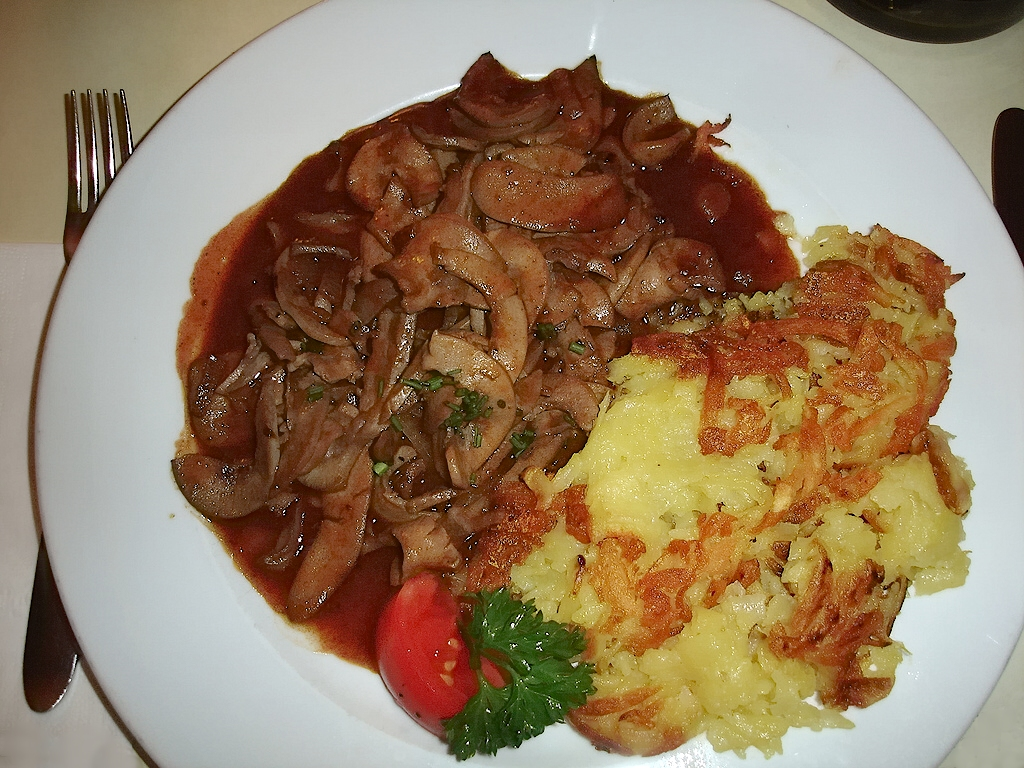
Saure Nieren mit Rösti

Saure Nieren sind ein traditionelles Gericht der süddeutschen, sächsischen sowie der rheinischen und westfälischen Küche.
Zur Zubereitung werden Nieren vom Schwein zunächst gründlich gewaschen, danach in feine Streifen geschnitten und längere Zeit in Wasser oder besser Milch eingelegt, um den Harngeruch zu beseitigen. Anschließend werden sie kurz in Butter gebraten und aus der Pfanne genommen. Dann wird im Bratensatz etwas Mehl braun angeröstet, mit Fleischbrühe durchgekocht und mit Salz, Pfeffer, Essig oder Zitronensaft und eventuell Kümmel gewürzt. Je nach Rezept kann noch geräucherter Speck hinzugegeben werden. Schließlich werden die Nieren in der Sauce erwärmt, jedoch nicht mehr gekocht, weil sie sonst hart werden, und mit einer Beilage wie Semmelknödel oder Kartoffelpüree serviert.